# Duchés saxons

Les armoiries des ducs de Saxe.

Les duchés saxons ou duchés ernestins (en allemand : Ernestinische Herzogtümer) sont un ensemble de petites principautés situées dans l'actuelle Allemagne centrale (les Länder de Thuringe, Saxe-Anhalt et Saxe) et en Franconie. Entre le XVe et le XXe siècle, ils font l'objet de nombreux remaniements, divisions et réunions entre princes de la maison de Wettin, les descendants de l'électeur Ernest de Saxe.
Les duchés prennent fin avec la fin de la monarchie en Allemagne en 1918. Tous les princes abdiquent et les duchés s'intègrent au land de Thuringe peu après.

## Origines
La maison de Wettin, margraves de Misnie et landgraves de Thuringe depuis le Moyen Âge central, régnait également sur l'électorat de Saxe à partir de 1423. Après le décès du landgrave Guillaume II de Thuringe en 1482, tous les domaines étaient unis sous le règne de ses neveux Ernest et Albert III de Saxe, le fils du défunt électeur Frédéric II.

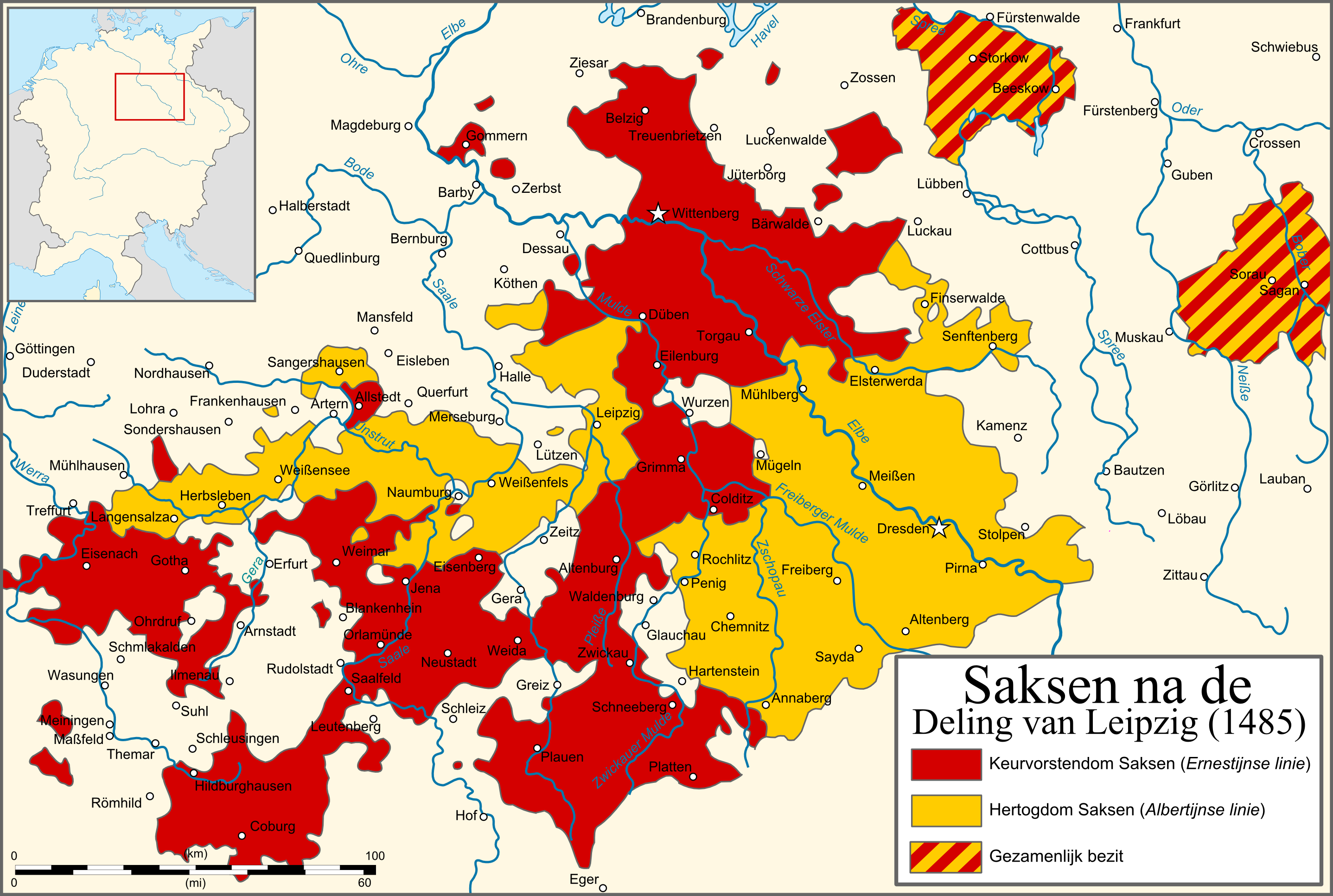
La Saxe après le partage de 1485 :
L'électorat d'Ernest.
Le duché d'Albert III.

Depuis la mort de leur père en 1464, les frères ont gouverné les dominions des Wettin en commun ; mais ensuite des litiges se sont produits. Par le traité de Leipzig, conclu le 26 août 1485, les deux fils de l'électeur Frédéric II de Saxe se partagent les territoires de leur maison :
- l'aîné, Ernest, reçoit le district électoral de Saxe-Wittemberg et règne sur le Sud de la Thuringe avec les pays franconiens de Cobourg ;
- le cadet, Albert, avec le seul titre de duc, règne sur l'ancienne marche de Misnie et le Bord de la Thuringe.

Ces deux princes sont à l'origine des deux branches de la maison de Wettin, les branches « ernestine » et « albertine ». L'empereur Frédéric III a officiellement reconnu le partage le 24 février 1486. 
La Réforme protestante en Allemagne a commencé avec l'affichage des 95 thèses de Martin Luther à la porte de l'église de Wittemberg le 31 octobre 1517. Les électeurs ernestins, comme Frédéric III de Saxe dit le Sage, ont soutenu le mouvement depuis le début. Les tensions interconfessionnelles entre les princes protestants et l'empereur catholique Charles Quint éclatèrent à la guerre de Smalkalde en 1546/1547. Après que l'électeur Jean-Frédéric, leader de la ligue de Smalkalde protestante, eut perdu la Bataille de Muehlberg, la lignée cadette, en personne du duc Maurice de Saxe, obtint la dignité électorale de Saxe-Wittemberg par la capitulation de Wittemberg signée le 19 mai 1547. La branche albertine donne ainsi les électeurs, puis les rois de Saxe jusqu'en 1918.

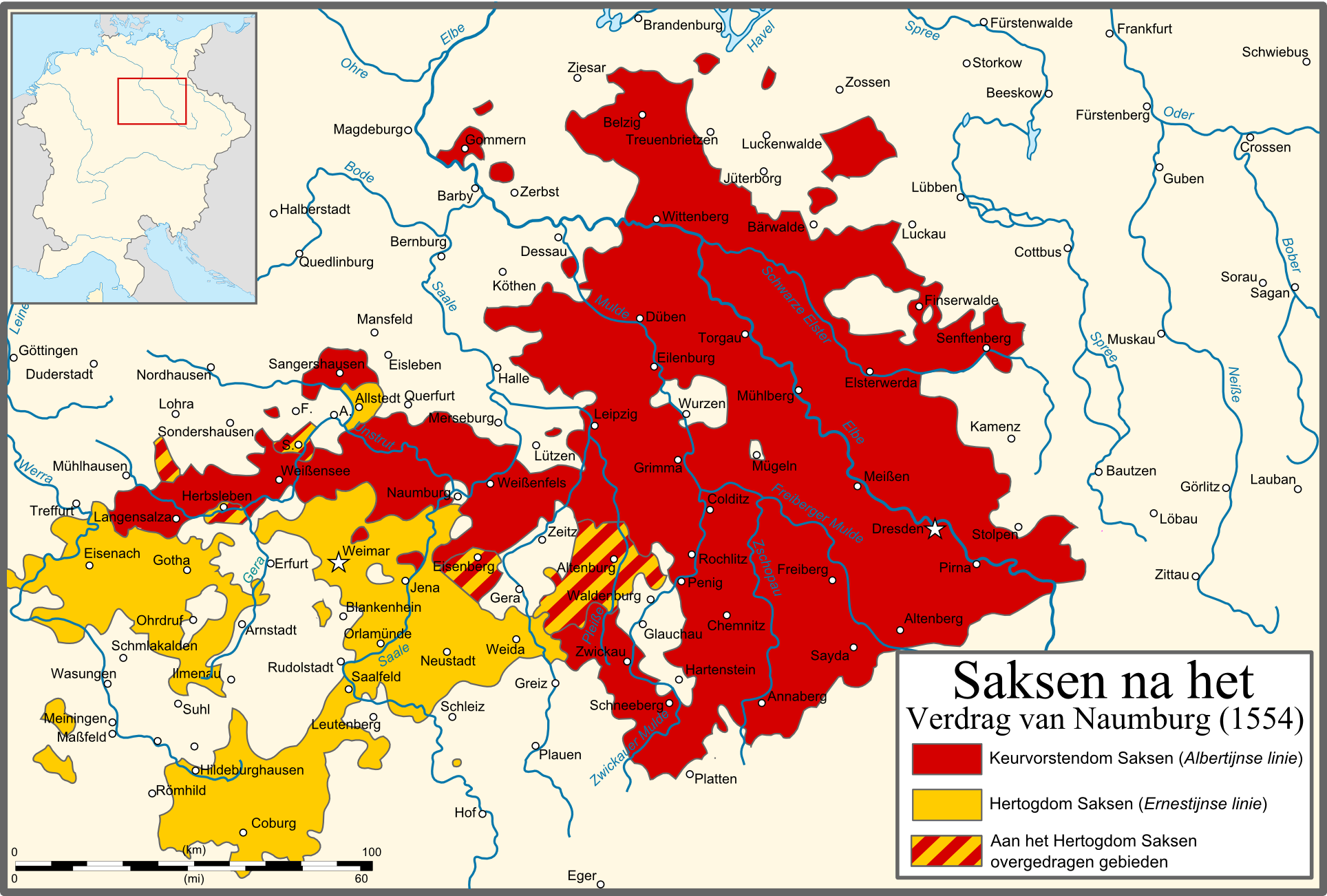
La Saxe après le partage de 1554 :
L'électorat d'Auguste Ier.
Le duché de Jean-Frédéric II.

Après sa mise en liberté, en 1552, Jean-Frédéric s'installa à Weimar en Thuringe. La répartition définitive des pays des Wettin est spécifiée après son décès deux ans plus tard : aux termes du traité de Naumbourg, conclu le 24 février 1554 par l'électeur Auguste Ier de Saxe, du côté albertin, et ses cousins les ducs Jean-Frédéric II et Jean-Guillaume, la branche ernestine régna sur les territoires thuringiens d'Eisenach et de Weimar ainsi que sur les domaines franconiens de Cobourg. Au fil des siècles, elle voit ses possessions se fragmenter au fur et à mesure des partages entre frères (Kleinstaaterei). 
En revanche, la branche albertine n'a connu qu'une seule division de ses possessions, à la suite du décès de l'électeur Jean-Georges Ier en 1657. Ses fils cadets ont fondé en secundogéniture les lignées ducales de Saxe-Weissenfels, de Saxe-Mersebourg et de Saxe-Zeitz. Néanmoins, après que le dernier duc Jean-Adolphe II de Saxe-Weissenfels mourut en 1748 sans laisser d'héritier, toutes ces terres furent réunies à l'électorat de Saxe.

## Divisions de la branche ernestine
La lignée ernestine a connu de nombreuses divisions : déjà après la conclusion du traité de Naumbourg en 1554, les ducs se partageaient leur héritage paternel. Jean-Frédéric II retenait Eisenach, Cobourg et Gotha, tandis que Jean-Guillaume gardait Weimar. Jean-Frédéric, l'aîné des frères, s'installa au château de Gotha ; il souffrait de savoir que la dignité électorale était définitivement perdue et en 1567 il se lança dans une révolte contre l'autorité de l'empereur Maximilien II, ce qui lui vaudra la mise au ban de l'Empire et une peine d'emprisonnement à vie. Son frère cadet Jean-Guillaume et son cousin l'electeur Auguste de Saxe étaient chargés de l'exécution. 
Sur la demande de l'empereur, Jean-Guillaume s'est finalement déclaré à partager les domains ernestins avec les fils de Jean-Frédéric II. Le 6 novembre 1572, il a signé le traité d'Erfurt attribuant le duché de Saxe-Cobourg-Eisenach à ses neveux Jean-Casimir et Jean-Ernest ;
Frédéric-Guillaume lui-même n'a gardé que le duché de Saxe-Weimar. En 1596 Jean-Casimir et Jean-Ernest se partagent leurs possessions :  Jean-Casimir devient duc de Saxe-Cobourg et  Jean-Ernest devient duc de Saxe-Eisenach.
1602 : Mort de Frédéric-Guillaume. Le duché de Saxe-Weimar est partagé entre ses fils et son frère :
- ses fils Jean-Philippe, Frédéric, Jean-Guillaume et Frédéric-Guillaume II deviennent ducs de Saxe-Altenbourg ;
- son frère Jean II devient duc de Saxe-Weimar.

1633 : Jean-Casimir de Saxe-Cobourg meurt sans descendance, ses terres reviennent à son frère Jean-Ernest.
1638 : Jean-Ernest de Saxe-Eisenach meurt sans descendance, ses terres sont partagées entre Saxe-Altenbourg et Saxe-Weimar.
1640 : les fils survivants de Jean II de Saxe-Weimar, qui lui avaient succédé conjointement, procèdent à un partage :
- Guillaume reste duc de Saxe-Weimar ;
- Albert devient duc de Saxe-Eisenach ;
- Ernest devient duc de Saxe-Gotha.

1644 : Albert de Saxe-Eisenach meurt sans descendance, ses terres sont partagées entre Saxe-Gotha et Saxe-Weimar.
1672 : les fils de Guillaume Ier de Saxe-Weimar procèdent à un partage :
- Jean-Ernest II reste duc de Saxe-Weimar ;
- Adolphe devient duc de Saxe-Eisenach ;
- Bernard devient duc de Saxe-Iéna.

1672 : Frédéric-Guillaume III de Saxe-Altenbourg meurt sans descendance, ses terres sont partagées entre Saxe-Gotha (rebaptisée Saxe-Gotha-Altenbourg) et Saxe-Weimar.
1680 : les sept fils d'Ernest Ier de Saxe-Gotha-Altenbourg procèdent à un partage :
- Frédéric Ier reste duc de Saxe-Gotha-Altenbourg ;
- Albert devient duc de Saxe-Cobourg ;
- Bernard devient duc de Saxe-Meiningen ;
- Henri devient duc de Saxe-Römhild ;
- Christian devient duc de Saxe-Eisenberg ;
- Ernest devient duc de Saxe-Hildburghausen ;
- Jean-Ernest devient duc de Saxe-Saalfeld.

À cette date (1680), la Saxe est divisée en treize duchés (sans compter l'électorat de Saxe) : Saxe-Cobourg, Saxe-Eisenach, Saxe-Eisenberg, Saxe-Gotha-Altenbourg, Saxe-Hildburghausen, Saxe-Iéna, Saxe-Meiningen, Saxe-Mersebourg, Saxe-Römhild, Saxe-Saalfeld, Saxe-Weimar, Saxe-Weissenfels et Saxe-Zeitz.
1690 : Jean-Guillaume de Saxe-Iéna meurt sans descendance, ses terres sont réunies à la Saxe-Weimar.
1699 : Albert de Saxe-Cobourg meurt sans descendance, ses terres sont disputées entre la Saxe-Saalfeld et la Saxe-Meiningen.
1707 : Christian de Saxe-Eisenberg meurt sans descendance, ses terres sont réunies à la Saxe-Saalfeld.
1710 : Henri de Saxe-Römhild meurt sans descendance, ses terres sont réunies à la Saxe-Saalfeld.
1735 : La querelle entre Saxe-Saalfeld et Saxe-Gotha pour l'héritage de la Saxe-Cobourg est tranchée par arbitrage impérial : la majeure partie de l'ancien duché est attribuée à la Saxe-Saalfeld (rebaptisée Saxe-Cobourg-Saalfeld).
1741 : Guillaume-Henri de Saxe-Eisenach meurt sans descendance, ses terres sont réunies à la Saxe-Weimar (rebaptisée Saxe-Weimar-Eisenach).
Au début du XIXe demeurent donc cinq duchés saxons :
- le duché de Saxe-Weimar-Eisenach ;
- le duché de Saxe-Cobourg-Saalfeld ;
- le duché de Saxe-Gotha-Altenbourg ;
- le duché de Saxe-Hildburghausen ;
- le duché de Saxe-Meiningen.

Après la dissolution du Saint-Empire en 1806, tous les duchés ernestins devinrent membres de la confédération du Rhin. Sur décision du congrès de Vienne en 1815, le titre de grand-duc créé pendant l'ère napoléonienne a été conféré à Charles-Auguste de Saxe-Weimar-Eisenach, dont le fils Charles-Frédéric est marié à la grande-duchesse Marie Pavlovna de Russie, la sœur du tsar Alexandre Ier.

## Arbitrage de 1826

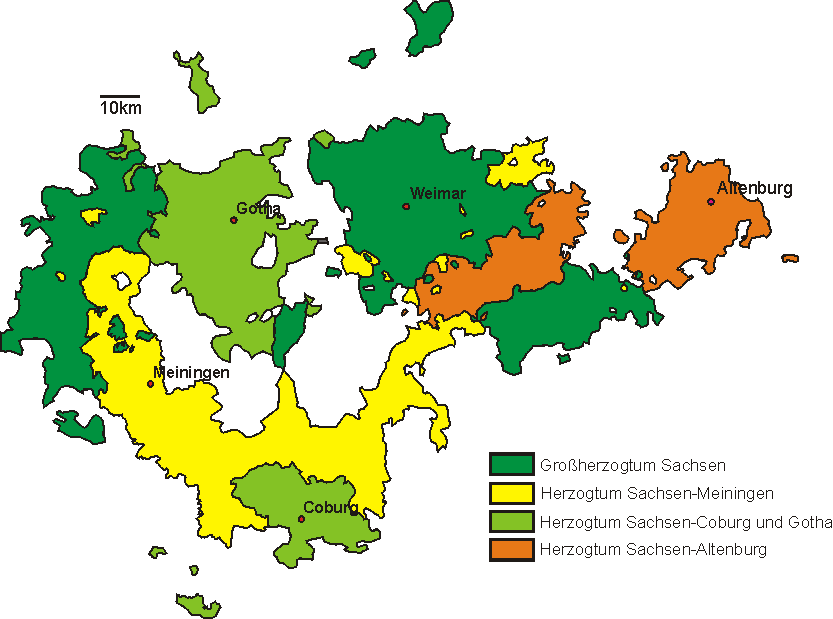
Les duchés saxons après 1826 :
Saxe-Weimar-Eisenach
Saxe-Cobourg et Gotha
Saxe-Meiningen
Saxe-Altenbourg

Le 11 février 1825, la branche de Saxe-Gotha-Altenbourg s'éteint à la mort du dernier duc Frédéric IV. À l'initiative du roi Frédéric-Auguste Ier de Saxe, un nouveau partage des domaines ernestins a lieu l'année suivante, aux termes duquel Frédéric de Saxe-Hildburghausen abandonne son duché à Bernard IV de Saxe-Meiningen (qui constitue ainsi un duché de Saxe-Meiningen-Hildburghausen) en échange de la reconstitution, à son profit, du duché de Saxe-Altenbourg, tandis que le duché de Saxe-Gotha est joint au duché de Saxe-Cobourg pour former le duché de Saxe-Cobourg et Gotha. Ne demeurent plus que quatre duchés au sein de la Confédération germanique :
- le grand-duché de Saxe-Weimar-Eisenach ;
- le duché de Saxe-Altenbourg ;
- le duché de Saxe-Cobourg et Gotha ;
- le duché de Saxe-Meiningen.

En novembre 1918, la défaite allemande entraîne la chute des principautés saxonnes, dont les princes (Guillaume-Ernest de Saxe-Weimar-Eisenach, Ernest II de Saxe-Altenbourg, Charles-Édouard de Saxe-Cobourg et Gotha et Bernard III de Saxe-Meiningen) abdiquent. Les duchés saxons deviennent alors des États libres, incorporés en 1920 au Land de Thuringe.

## Tableau synoptique

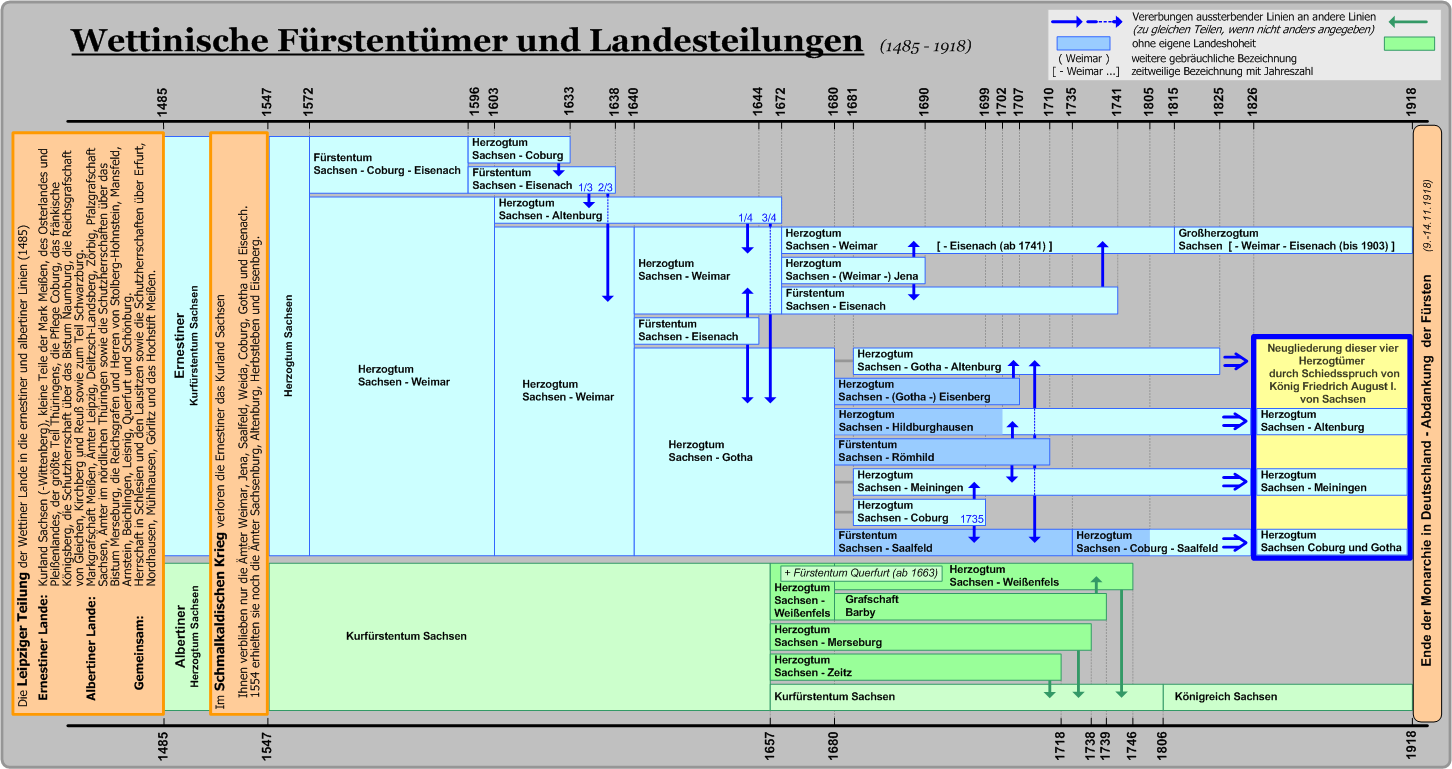
Tableau synoptique des divisions de la Saxe de 1485 à 1918 (en allemand ; cliquez pour agrandir)